# Lytogaster granulosus
Lytogaster granulosus är en tvåvingeart som beskrevs av Cresson 1914. Lytogaster granulosus ingår i släktet Lytogaster och familjen vattenflugor.
Artens utbredningsområde är Costa Rica. Inga underarter finns listade i Catalogue of Life.